# 농수산시장로
농수산시장로는 서울특별시 마포구 성산동 성산대교북단 교차로와 월드컵경기장 교차로를 잇는 서울특별시의 도로이다. 총 연장은 약 0.57km이다. 도로의 이름은 마포농수산물시장에서 유래되었다.

## 연혁
- 1998년: 서울월드컵경기장 개발 계획으로 증산로에서 분리

## 주요 경유지
서울특별시
- 마포구(성산동)

## 노선
전 구간 국도 제1호선에 속하므로 이에 대한 표기는 생략한다.
| 이름         | 접속 노선                           | 소재지     | 소재지 | 비고 |
| ------------ | ----------------------------------- | ---------- | ------ | ---- |
| 성산대교북단 | 국도 제1호선 국도 제48호선 (성산로) | 서울특별시 | 마포구 |      |
| 성산교       |                                     | 서울특별시 | 마포구 |      |
| 월드컵경기장 | 국도 제1호선 (월드컵로)             | 서울특별시 | 마포구 |      |